# AGM-137 TSSAM
AGM-137 TSSAM – niezrealizowany projekt amerykańskiego pocisku manewrującego o obniżonej wykrywalności, przeznaczonego do rażenia celów lądowych. Program badawczo-rozwojowy zamknięto bez wdrożenia do produkcji w 1995 roku.

## Historia
Prace badawczo-rozwojowe nad nowym pociskiem rozpoczęły się w 1986 roku z inicjatywy United States Air Force. Planowano stworzyć całą rodzinę przeznaczoną do użycia przez siły powietrzne, jak również United States Navy i United States Army (stąd nazwa Tri-Service Standoff Attack Missile), co było wynikiem podjętej przez sekretarza obrony Stanów Zjednoczonych wcześniejszej decyzji o połączeniu wysiłków w tym zakresie różnych rodzajów wojsk. Wersja dla sił powietrznych i lotnictwa marynarki miała być przystosowana do przenoszenia przez samoloty B-52H (dwanaście pocisków w wewnętrznej komorze uzbrojenia), Rockwell B-1B Lancer i Northrop B-2 Spirit (każdy zdolny do przenoszenia do ośmiu pocisków) oraz samoloty General Dynamics F-16 Fighting Falcon (wersja C/D) i McDonnell Douglas F/A-18 Hornet (wersja C/D) (każdy przenoszący po dwa pociski). Pocisk przeznaczony dla sił lądowych miał być odpalany z wieloprowadnicowej wyrzutni rakietowej M270 MLRS. AGM-137 miał charakteryzować się właściwościami stealth. Do zbadania skutecznej powierzchni odbicia oraz określenia najkorzystniejszej konfiguracji płatowca pocisku wykorzystano samolot Northrop Tacit Blue. Pocisk naprowadzany miał być bezwładnościowo z wykorzystaniem korygującego trasę lotu systemu Global Positioning System a w końcowej fazie lotu przy użyciu kamery termowizyjnej. Planowano, że pocisk wejdzie na uzbrojenie w latach 1999–2002. Problemy techniczne, jak i wzrastające koszty całego programu doprowadziły do jego anulowania w 1995 roku. Doświadczenia zdobyte w pracach nad AGM-137 zostały wykorzystane do budowy pocisku AGM-158 JASSM.